# William Donne
William Stephens Donne (Castle Cary, 2 aprile 1876 – Castle Cary, 24 marzo 1934) è stato un crickettista britannico.
Partecipò ai Giochi olimpici 1900 di Parigi nel torneo di cricket, vincendo la medaglia d'oro con la squadra che rappresentò la Gran Bretagna. Fu, inoltre, capitano del Castle Cary Cricket Club.
Oltre al cricket, Donne fu membro rappresentante di Somerset nella Rugby Football Union, federazione di cui fu anche presidente negli anni 1924 e 1925.

## Palmarès
| Anno | Manifestazione | Sede   | Evento  | Risultato | Note |
| ---- | -------------- | ------ | ------- | --------- | ---- |
| 1900 | Olimpiadi      | Parigi | Cricket | Oro       |      |